# Max Burchartz

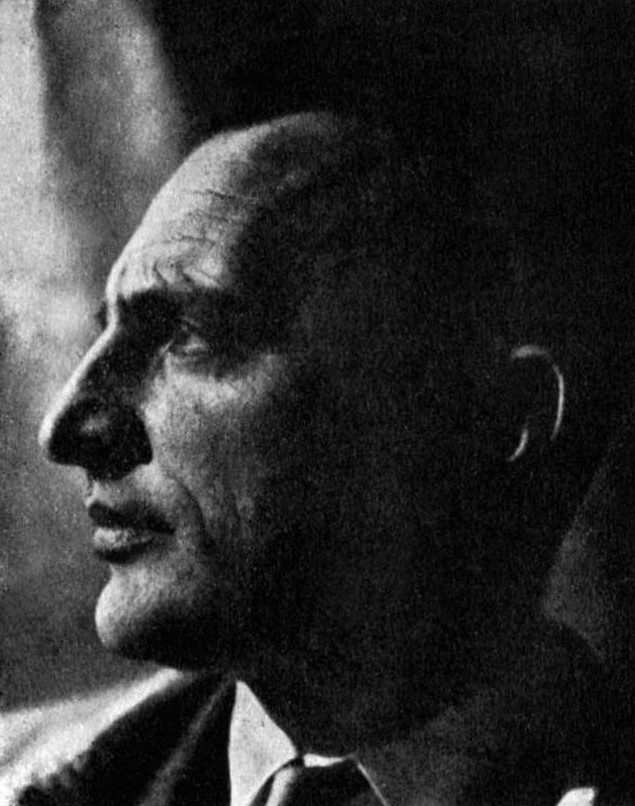
Max Burchartz um 1927

Max Hubert Innozenz Maria Burchartz (* 28. Juli 1887 in Elberfeld; † 31. Januar 1961 in Essen) war ein deutscher Grafiker, Typograf und Maler.

## Leben

### Kindheit
1887 wurde Max Burchartz wurde ältester Sohn des Fabrikanten Otto Burchartz und dessen Frau Elisabeth Johanna Maria, einer Tochter des Aachener Kaufmanns Caspar Giani, geboren. Mit seinen 6 jüngeren Geschwistern (vier Schwestern und 2 Brüder) wuchs er in gut bürgerlichen Verhältnissen im damals noch selbständigen Elberfeld auf.

### Ausbildung, frühe Jahre
Nach der Schulzeit durchlief er verschiedene Ausbildungen, unter anderem in der Möbelstoffweberei seines Vaters, in einer Textilfachschule und in einer Kunstgewerbeschule, und machte eine kaufmännische Lehre. Von 1906 bis 1909 studierte er an der Kunstakademie Düsseldorf. Dort war er Schüler von Walter Corde, Eduard von Gebhardt, Ludwig Keller und Willy Spatz. In dieser Zeit malte er bereits im impressionistischen Stil. Nach seiner Zeit als Soldat im Ersten Weltkrieg zog er sich ins ländliche Blankenhain zurück und malte vor allem dörfliche Motive und Stillleben.
1919 bis 1926 lebte und arbeitete Burchartz überwiegend in Hannover, wo er dem Kreis um Kurt Schwitters angehörte. In dieser Zeit ging er jedoch auch nach Weimar und Bochum.
1922 besuchte Burchartz vom 3. August bis zum 5. August einen De-Stijl-Kurs bei Theo van Doesburg am Bauhaus in Weimar. Dieser Erfahrung folgten ein Bruch in seiner bisherigen Arbeit und eine Hinwendung zur Moderne, was sich in einem von da an konstruktivistischen Malstil ausdrückte. Bei dem 1922 stattfindenden Kongress der Konstruktivisten und Dadaisten in Weimar kam Burchartz mit Hans Arp, Nelly und Theo van Doesburg, Cornelis van Eesteren, Werner Graeff, Hans Richter, Alexa und Karl Peter Röhl, Tristan Tzara, El Lissitzky, Lucia und László Moholy-Nagy zusammen. Er arbeitete auch als Übersetzer für das Bauhaus. So übersetzte er gemeinsam mit dem Autor Theo van Doesburgs „Grundbegriffe der neuen gestaltenden Kunst“ aus der ursprünglich niederländischen Fassung ins Deutsche (Bauhausbücher; 6).

### Die Gründung der „werbebau“ im Ruhrgebiet
1924 zog Burchartz ins Ruhrgebiet und gründete mit Johannes Canis am 1. November 1924 mit der „werbebau“ die erste moderne Werbeagentur in Deutschland. Sie widmete sich der neuen Typografie und Farbgestaltung der Bauhaus-Moderne. Der künstlerische und wirtschaftliche Erfolg stellte sich schnell ein. Zu den ersten Kunden gehörte der Bochumer Verein.
Burchartz entwickelte in dieser Zeit einen neuen Layout-Stil, der sich durch eine freie Verwendung von Typografie, Fotografie und Fotocollage auszeichnete. Ab 1926 entwarf er auch Möbel, arbeitete für den Deutschen Werkbund und wurde als Publizist tätig. Bedeutung erlangten insbesondere seine Arbeiten für die Firma Wehag, Heiligenhaus, für die er neben Produktreihen von Türdrückern und Beschlägen 1936 auch Metall-Buchstaben in Schriftgrößen von 30 bis 350 mm entwarf, die bis in die 1970er Jahre produziert wurden. Mit der Bereinigung der Produktpalette und der Entwicklung der gesamten Corporate Identity prägte er die Unternehmensentwicklung im Laufe mehrerer Jahrzehnte nachhaltig.
Am 1. April 1927 erhielt er eine Professur für Typografie an der Folkwangschule Essen, zu deren Bekanntheit er maßgeblich beitrug. Die Weltwirtschaftskrise führte jedoch dazu, dass seine Stelle am 15. Dezember 1931 gestrichen wurde.

### Das Hans-Sachs-Haus Gelsenkirchen

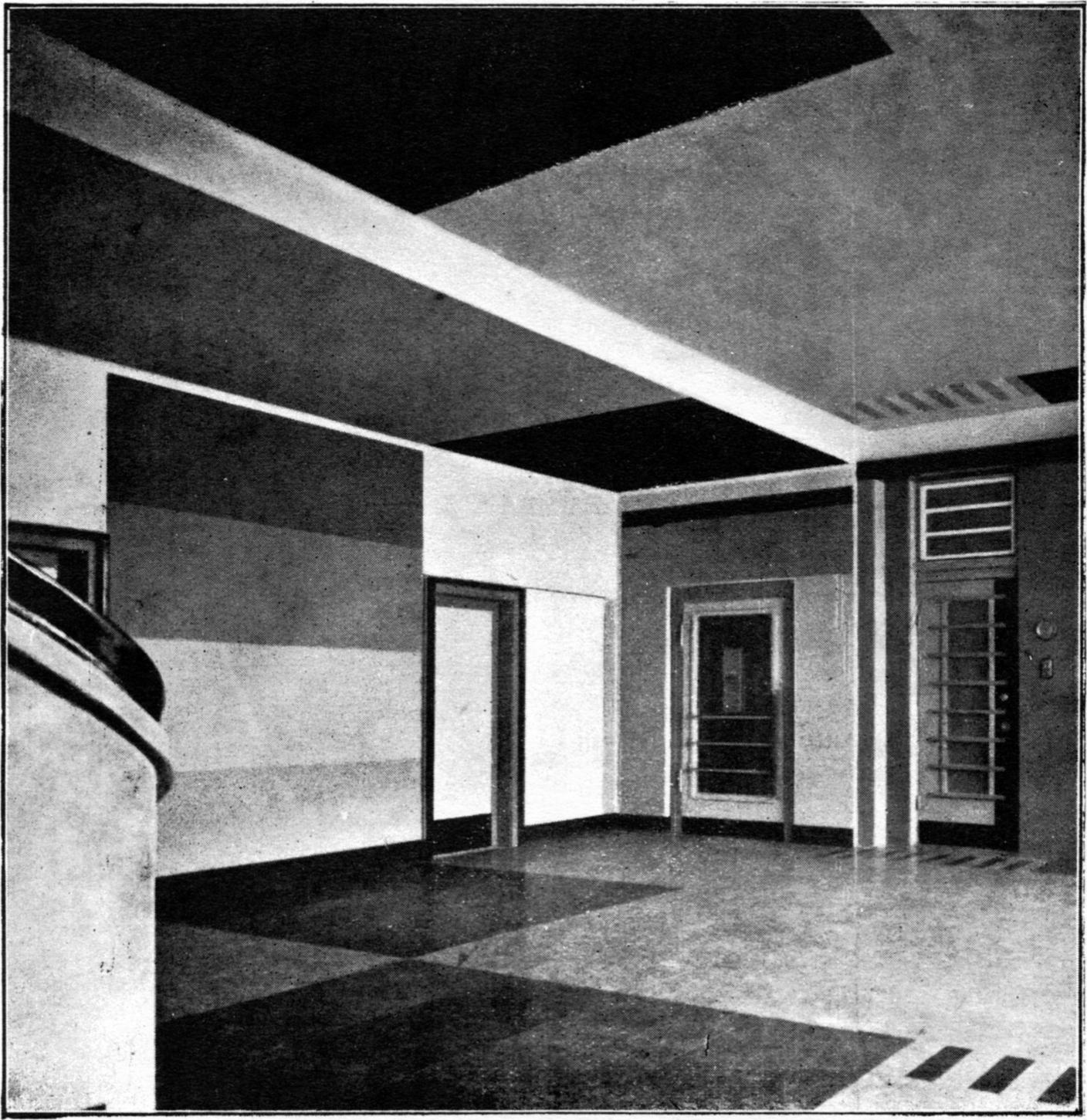
Das Hans-Sachs-Haus von innen

1927 gehörte Burchartz zur Gruppe um den Architekten Alfred Fischer, der in Gelsenkirchen das Hans-Sachs-Haus baute. Burchartz entwickelte ein Farbleitsystem für die Flure des Hauses und schuf damit das mutmaßlich erste Beispiel angewandter Signaletik in einem öffentlichen Gebäude. Das System führte mit wandgroßen Farbfeldern in Primärfarben durch das Haus. Jeder Etage war dabei eine der Farben Rot, Grün, Gelb und Blau zugeordnet. Die handwerkliche Ausführung wurde von Burchartz’ Schüler, dem jungen Anton Stankowski, geleitet.
Nach dem Krieg wurde diese wichtige Arbeit überstrichen und vergessen, in den 1990er Jahren jedoch wiederentdeckt und teilweise wiederhergestellt. Bei der ab 2001 durchgeführten (aber gescheiterten) Sanierung des Hauses wurde der Wandputz im ganzen Gebäude abgeklopft und damit jeder Rest des originalen Farbleitsystems vernichtet.

### Im Dritten Reich
Nach der Machtergreifung Hitlers wurde Burchartz Mitglied der NSDAP, da er so seine Stelle an der Folkwangschule wiederzuerlangen hoffte. In dieser Zeit unternahm er verschiedene Fotoreisen und fertigte Drucksachen für die Industrie an, z. B. 1933 „Matrosen Soldaten Kameraden“ und 1935 „Soldaten – ein Bildbuch vom Neuen Heer“. Zwischen 1933 und 1939 arbeitete er auch für die Firma Forkardt, für welche er 1939 „Das Buch vom Spannen“, ein Anschauungs- und Sachbuch zum Thema Handspannfutter, entwarf. Zudem hatte er über Wehag Kontakt zu der Firma Donar, die Türen herstellte und für welche er zwischen 1935 und 1936 Prospekte entwarf.
Frühere Arbeiten galten den Nazis als „entartete“, 1937 beschlagnahmten sie in der Aktion „Entartete Kunst“ Werke aus dem Schlesischen Museum der Bildenden Künste Breslau, der Städtischen Kunstsammlung Chemnitz, dem Städtischen Kunst- und Gewerbemuseum Dortmund, dem Kupferstichkabinett Dresden, dem Museum für Kunst und Heimatgeschichte Erfurt, den Kunstsammlungen der Universität Göttingen, dem Kestner-Museum und dem Provinzialmuseum Hannover, dem Wallraf-Richartz-Museum Köln, dem Staatlichen Museum Saarbrücken, dem Schlossmuseum Weimar, dem Nassauischen Landesmuseum Wiesbaden, der Städtische Bildergalerie und der Ruhmeshalle Wuppertal-Barmen. Der größte Teil wurde danach vernichtet.
Zu Beginn des Zweiten Weltkrieges meldete sich Buchartz freiwillig zum Heer. Das Kriegsende erlebte er in Paris.

### Neuanfang an der Folkwangschule
Im Mai 1949 nahm Burchartz an der Sammelausstellung Deutsche Malerei und Plastik der Gegenwart im Kölner Staatenhaus am Rheinpark teil. Im selben Jahr wurde er wieder an die Folkwangschule berufen, wo er die Studienanfänger betreute. Aufbauend auf den am Bauhaus entwickelten Vorkursen (Itten, Klee) vermittelt er den Studenten einen universellen sinnlichen Ansatz und die Idee ganzheitlichen Designs. 1949 erschien seine erste kunsttheoretische Arbeit „Gleichnis der Harmonie“, 1953 folgte „Gestaltungslehre“ mit vielen Anwendungsbeispielen seiner Schüler (z. B. von Dieter Reick). 1952 war er Juror der Kunstausstellung Eisen und Stahl.

„bildendes schaffen mehrt die erkenntnis der welt“

In dieser Zeit entstanden auch eine Reihe von Material-Collagen und Rasterbildern, in denen er neue Materialien wie Rasterfolien, Kunststoff-Folien, Resopal und Wandteppiche verwendete.

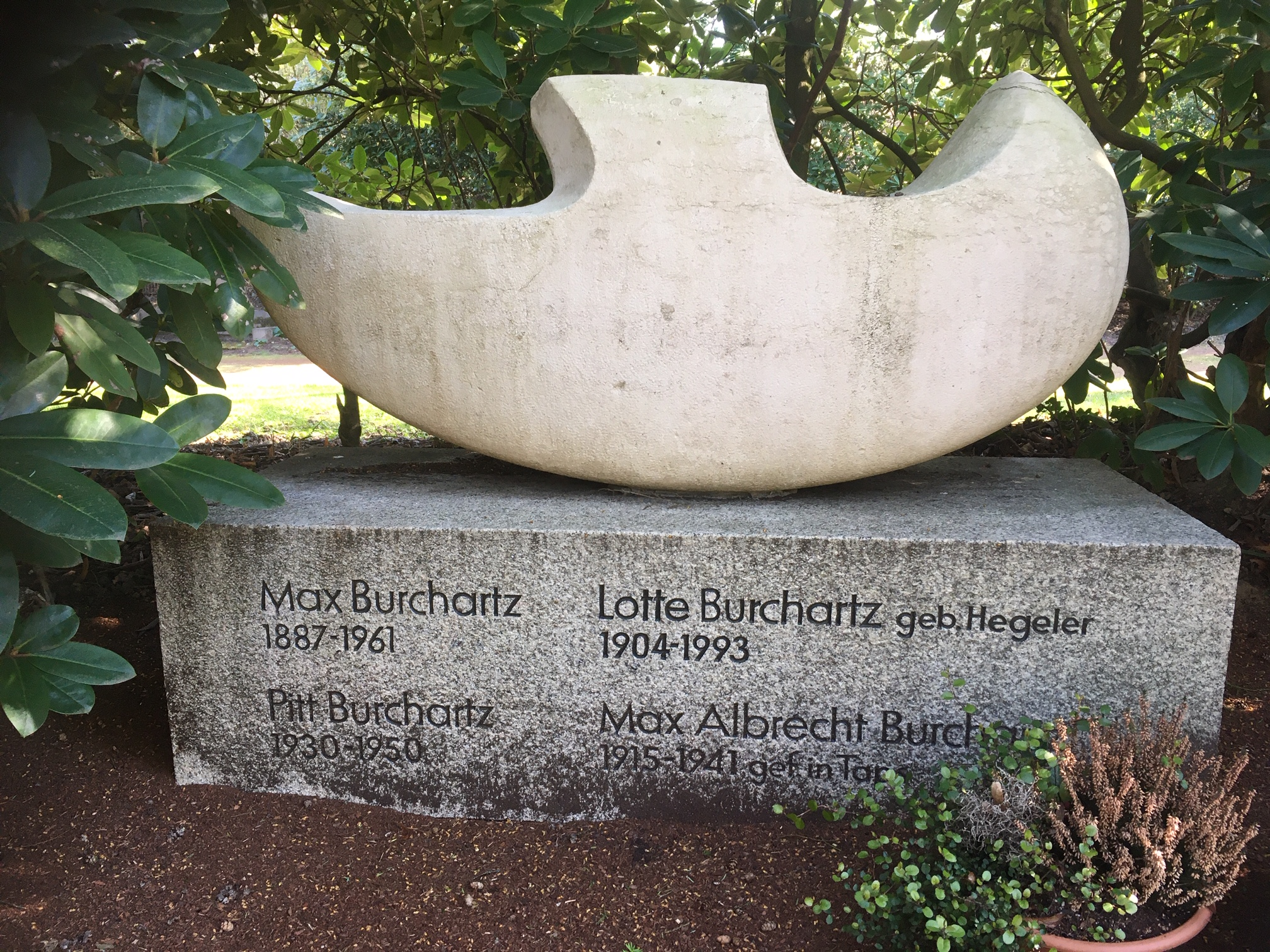
Grabstelle Max Burchartz. Essen, Südfriedhof

### Familie
Burchhartz war zweimal verheiratet: 1912 wurde Gertrud Bennecke (1888–1944) seine Frau. Das Paar bekam 1915 einen Sohn, Max Albrecht Burchartz. 1922 heiratete Burchartz Lotte Hegeler (1904–1993), mit der zwei Kunder bekam, Lotte (1924–2009) und Pitt (1930–1950). Im Zweiten Weltkrieg fiel Max Albrecht 1941 in Tapa in Estland. Ihm widmete Burchartz sein 1947 erschienenes Buch "Gleichnis der Harmonie". Drei Jahre später starb Gertrud.
Am 31. Januar 1961 starb Max Burchartz in Essen und wurde auf dem dortigen Südfriedhof begraben.

## Rezeption
Obwohl Burchartz mit seiner Arbeit zu den Pionieren des modernen Designs gehört und mit Gestaltern wie Peter Behrens und Anton Stankowski verglichen werden kann, hat sein Name nie den gleichen Bekanntheitsgrad erhalten. Dennoch fußen viele Grundprinzipien heutigen Kommunikationsdesigns, wie etwa die Gestaltung von Farbleitsystemen, auf seiner Arbeit.

## Werke

### Tafelbilder (Auswahl)
- Zwei Kinder mit Hund auf Balkon (Öl auf Leinwand, 115,5 × 78 cm, 1921; 1937 als „entartet“ aus der Ruhmeshalle Wuppertal-Barmen beschlagnahmt. Nach 1945 sichergestellt und Stand Juni 2019 zur Restitution im Kulturhistorischen Museum Rostock)
- Stilleben mit zwei Kannen (Öl, 74 × 56 cm, 1921; 1937 als „entartet“ aus dem Provinzial-Museum Hannover beschlagnahmt. Verbleib ungeklärt.)

### Druckgrafik (Auswahl)
- 1919: Die Dämonen, 8 Steinzeichnungen zu Dostojewskis gleichnamigen Roman, wiedergegeben in Die Silbergäule, Bd. 43/44[2]
- 1919: Raskolnikoff, 10 Steinzeichnungen zu Dostojewskis gleichnamigen Roman. Mit einem Vorwort von Paul Erich Küppers. Düsseldorf (Zweites Mappenwerk der Galerie Flechtheim; gehörte zu den von den Nazis als „entartete Kunst“ beschlagnahmten Werken)

### Aquarelle (Auswahl)
- Auf der Terasse/Junger Mann bei der Mahlzeit[6]

### Buchgestaltung (Auswahl)
- Matrosen Soldaten Kameraden – Ein Bildbuch von der Reichsmarine. (mit Edgar Zeller). Hanseatische Verlagsanstalt, Hamburg, 1933
- Soldaten, ein Bilderbuch vom neuen Heer, Hamburg 1935

### Publizistische Arbeiten (Auswahl)
- Gleichnis der Harmonie. Gesetz und Gestaltung der bildenden Künste. Ein Schlüssel zum Verständnis von Werken der Vergangenheit und Gegenwart. Prestel-Verlag, München 1949
- Gestaltungslehre für Gestaltende und Alle, die den Sinn Bildenden Gestaltens zu verstehen sich bemühen, München 1953
- Schwarze, rote und Menschen wie wir. Von Kindern gemalt und erzählt. (Zusammenstellung und Erläuterung) Prestel-Verlag, München, 1956
- Elementarziehung zum Formerlebnis, München 1957
- 50 Jahre Folkwangschule für Gestaltung, (mit Hermann Schardt), Essen 1961
- Schule des Schauens, Prestel-Verlag, München 1962

## Auszeichnungen
- 1957: Eduard-von-der-Heydt-Preis der Stadt Wuppertal